# Wohnsiedlung Herdern
Die Wohnsiedlung Herdern ist eine kommunale Wohnsiedlung beim Stadion Letzigrund in Zürich-Aussersihl.

## Lage
Die Siedlung steht an der Ostseite der Kreuzung Bullingerstrasse / Herdernstrasse an Rande des Gartenareals Hard. Die anderen Quadranten der Kreuzung sind durch das Stadion, den Schlachthof und die Busgarage Hardau der Verkehrsbetriebe Zürich belegt.

## Bauwerk
Die sechs Mehrfamilienhäuser ergänzen die bestehende Blockrandbebauung entlang der Herdernstrasse und der Eichbühlstrasse. Sie bieten 46 gemeinnützige Wohnungen, deren Grösse von 2½ bis 5½ Zimmer reicht. Alle Wohnungen haben mindestens ein Balkon. Im Erdgeschoss sind Gewerberäume und ein Kindergarten untergebracht.